# Lintec

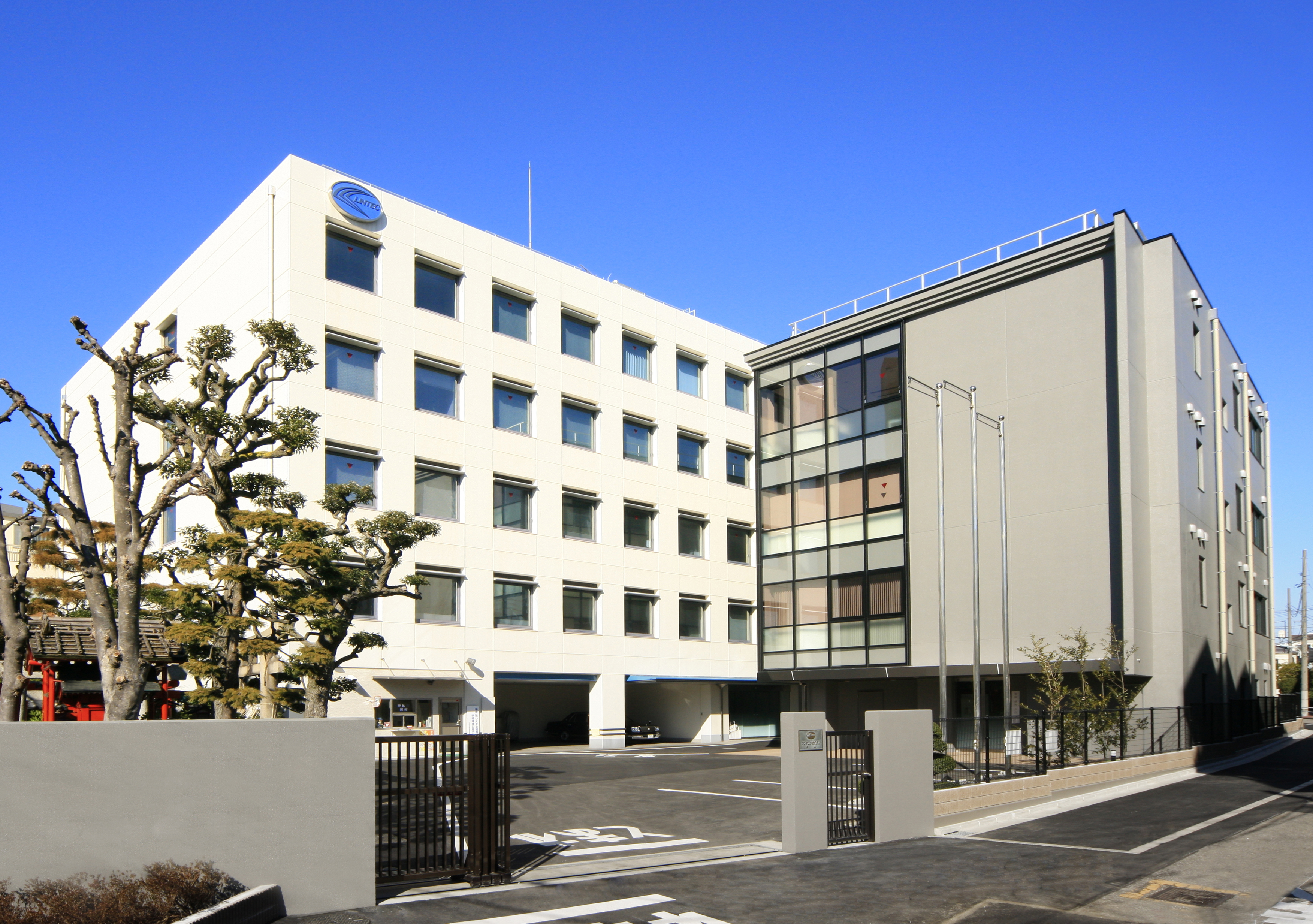
Lintec

Lintec K.K. (jap. リンテック株式会社, Rintekku kabushiki-gaisha, engl. Lintec Corporation) ist ein Unternehmen, das Klebstoffe, Spezialpapiere und Trennfolien herstellt und vertreibt. Größter Anteilseigner des Unternehmens ist die Nippon Paper Group mit 30,12 %. Der Unternehmenssitz befindet sich im Stadtteil Honchō des Tokioter Bezirks Itabashi.

## Geschichte
1927 begann Fuji Shōkai (不二商会) in Sugamo die Herstellung von Gummibändern für Verpackungen. 1934 wurde das Unternehmen als Fuji Shikō K.K. (不二紙工株式会社) als Aktiengesellschaft mit Sitz in Itabashi in der damaligen Stadt Tokio organisiert.
Ab 1960 kam zum Sortiment Klebepapier für Etiketten hinzu, später Klebefolien. 1972 wurden Etikettiermaschinen ergänzt.
Ab 1984 hieß es als Abkürzung mit den lateinischen Buchstaben nur noch FSK (FSK株式会社), 1990 wurde das Unternehmen in Lintec umbenannt. Danach begann die internationale Ausweitung auf China, Europa, ab 2002 auf Korea und Taiwan, 2011 auf Thailand und Indien, 2016 auf den USA.